# Antonín Moudrý (architekt)
Antonín Ferdinand Moudrý (7. května 1892 Kroměříž – 3. května 1948 Praha) byl český architekt, činný v první polovině 20. století.

## Život
Narodil se (v matrice zapsán jako Antonín Ferdinand) v Kroměříži v domě na Riegerově náměstí č.p. 142 (nynější č.p.139), rodina ale byla od roku 1900 policejně hlášena v Praze. Otec Antonín Moudrý (1867–??) pocházející z Herzína byl soustružník, matka Jenovefa (1869–??) pocházela z Malenovic. Antonín Moudrý měl dvě mladší sestry.
Studoval na Umělecko-průmyslové škole v Praze u Josipa Plečnika a na Akademii výtvarných umění u Jana Kotěry.

## Dílo

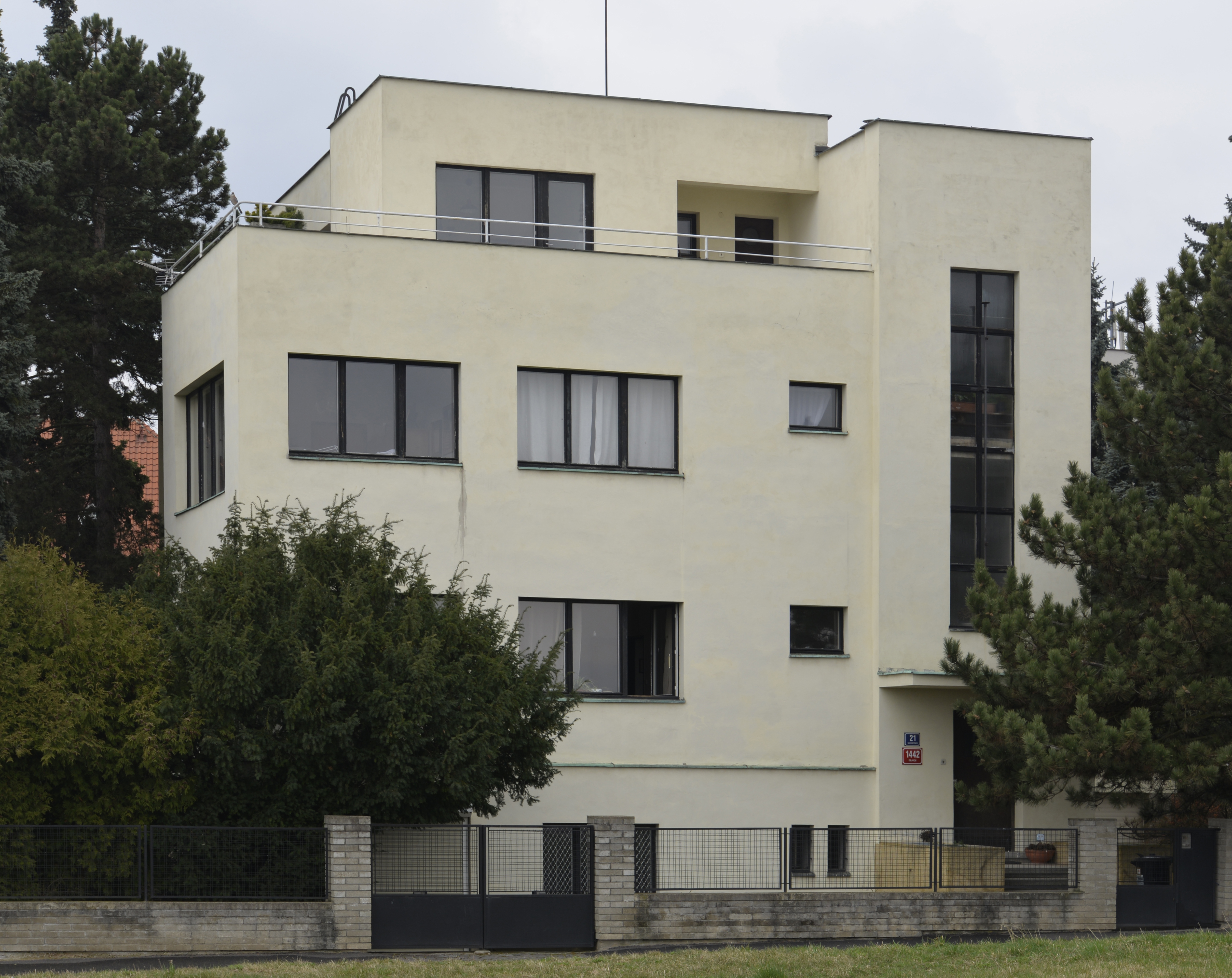
Funkcionalistický rodinný dům z let 1932-33

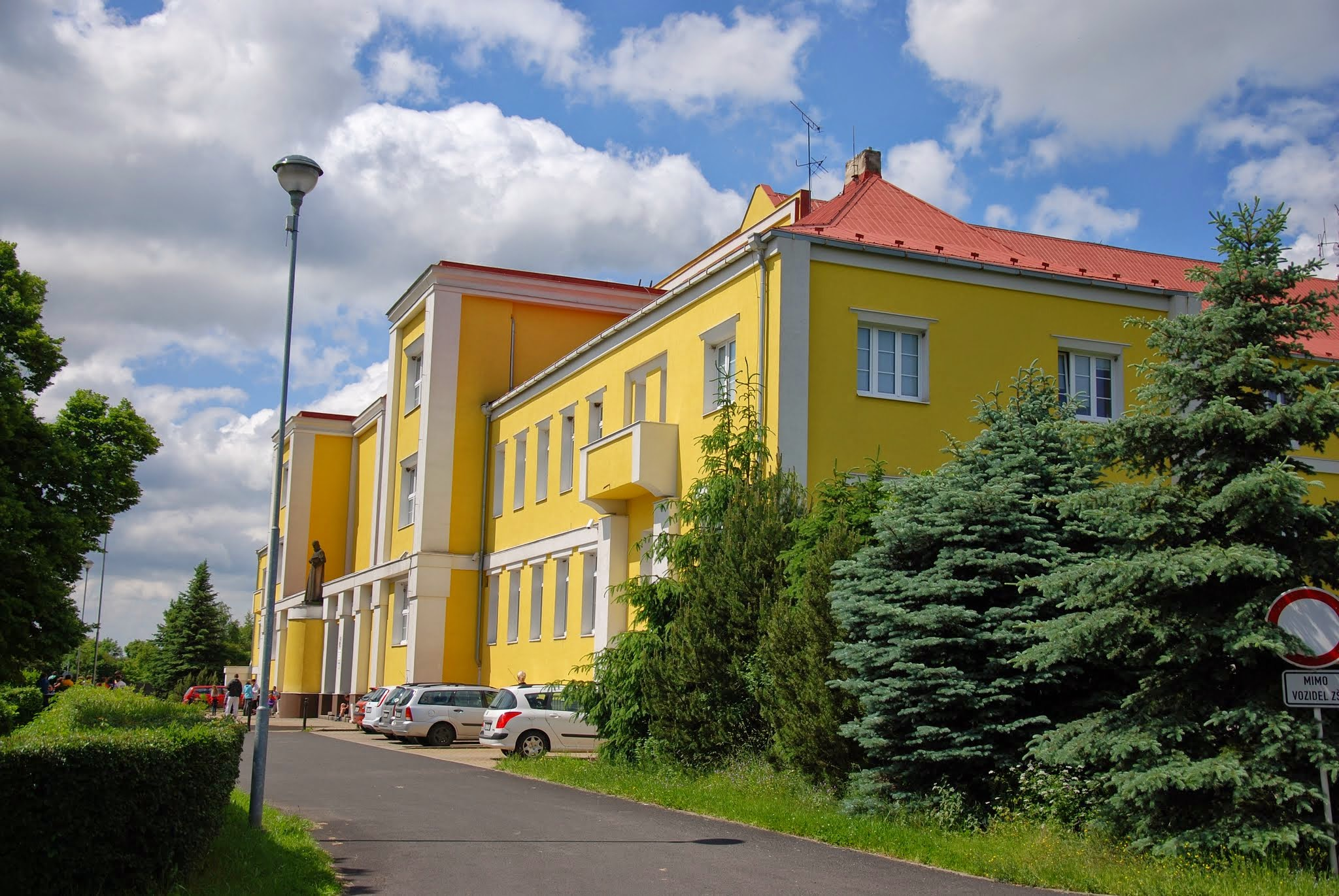
Budova základní školy v Košťanech

Navrhl řadu veřejných budov i rodinných domů po celém Československu včetně Podkarpatské Rusi. Stylově se pohyboval mezi českou modernou a funkcionalismem. Zabýval se také návrhy textilií a uměleckých předmětů.

### Realizace, výběr
- Funkcionalistický rodinný dům na Hanspaulce
- Regulační a zastavovací plán Malé Strany (spolupráce s Bohuslavem Fuchsem)
- Základní škola v Košťanech